# Héloïse Durant Rose
Héloïse Durant Rose (New York, 1853 circa – St. Petersburg, 20 marzo 1943) è stata una poetessa, commediografa e critico statunitense.

## Biografia
Héloïse Hannah "Ella" Durant nacque a New York, figlia di Thomas C. Durant e di Héloïse Hannah Timbrell Durant. Il padre era direttore della
Union Pacific Railroad. La madre nacque in Inghilterra ed emigrò negli Stati Uniti d'America da bambina. La giovane Héloïse fu educata in Europa.
Rose si sposò due volte. Il suo primo marito fu Arthur Frethey, uno studente in medicina che incontrò a Londra, ma che morì sei settimane dopo il matrimonio, avvenuto nel 1891. Nel 1895 sposò il danese Charles Heinrich Marcus Rose, con il quale ebbe un figlio, Timbrell Durant Rose (1896-1962). Nel 1932 si trasferì con Charles a St. Petersburg, in Florida, dove rimase vedova nel 1937 e morì nel 1943, all'età di 90 anni. Una raccolta delle sue lettere è archiviata nello Special Collections Research Center, Università di Syracuse.

## Attività letteraria
Tra le opere di Durant Rose si trovano Pine Needles, or Sonnets and Songs (1884), (Aghi di pino, o sonetti e canzoni); Dante: A Dramatic Poem (1892), e A Ducal Skeleton (Uno scheletro ducale), romanzo del 1899.  Ella scrisse brevi storie per giornali, tra i quali anche il New York Times e più di una dozzina di commedie, tra le quali una "commedietta" dal titolo Our Family Motto, or Noblesse Oblige, che fu prodotta a Londra nel 1889 presso un raccoglitore di fondi, Recitò in Francia in  una commedia scritta da lei stessa, Un Héros de la Vendée (Un eroe della Vandea), e a Londra nel 1889.
La sua commedia su Dante fu tradotta in italiano e recitata a Verona nel 1908. Nel 1917 Héloïse Durant Rose fondò la Dante League of America, a New York City.
La Lega delle scrittrici americane del Distretto di Columbia rese onore a Durant Rose nel 1921 per la sua promozione di Dante.

### Filantropia
Ella Durant fu coinvolta nelle attività per dare alle studentesse un maggior accesso agli studi presso la Columbia University negli anni 1880. Ella fu la fondatrice e presidentessa della International Association for Housing Students and Travelers dal 1912 al 1914.
Héloïse Durant lavorò come infermiera quando era a Londra, prendendosi cura dei pazienti poveri della città. Nel 1898 diresse una raccolta di fondi per la First New York Ambulance Red Cross Equipment Society, per la quale utilizzò anche la sua opera By the King's Command (Agli ordini del re), insieme ad altre sue creazioni.

## Vertenze giudiziarie contro il fratello
L'architetto William West Durant fu l'unico fratello di Héloïse Durant Rose. Ella lo citò in tribunale più volte, per quarant'anni, per questioni sull'eredità paterna. La vertenza giuridica fu descritta in dettaglio sui giornali. Ella lo fece persino arrestare nel 1898. Allora i tribunali sentenziarono in favore di lei, William Durant aveva speso molto del denaro. Egli dichiarò bancarotta nel 1904 e nel 1905 Ella lo denunciò nuovamente per appropriazione indebita di fondi. Nel 1916 e nel 1926 Ella lo chiamò di nuovo in causa, per non aver ancora ricevuto la sua parte di eredità

## Opere su Ella Durant
La scrittrice Sheila Myers scrisse una trilogia di romanzi, Imaginary Brightness, Castles in the Air, and The Night is Done ("Luminosità immaginaria", "Castelli in aria" e "La notte è passata"), basati sulla famiglia Durant con Ella quale uno dei personaggi principali.